# Astragalus balearicus
Astragalus balearicus är en ärtväxtart som beskrevs av Arthur Oliver Chater. Astragalus balearicus ingår i släktet vedlar, och familjen ärtväxter. Inga underarter finns listade i Catalogue of Life.

## Bildgalleri

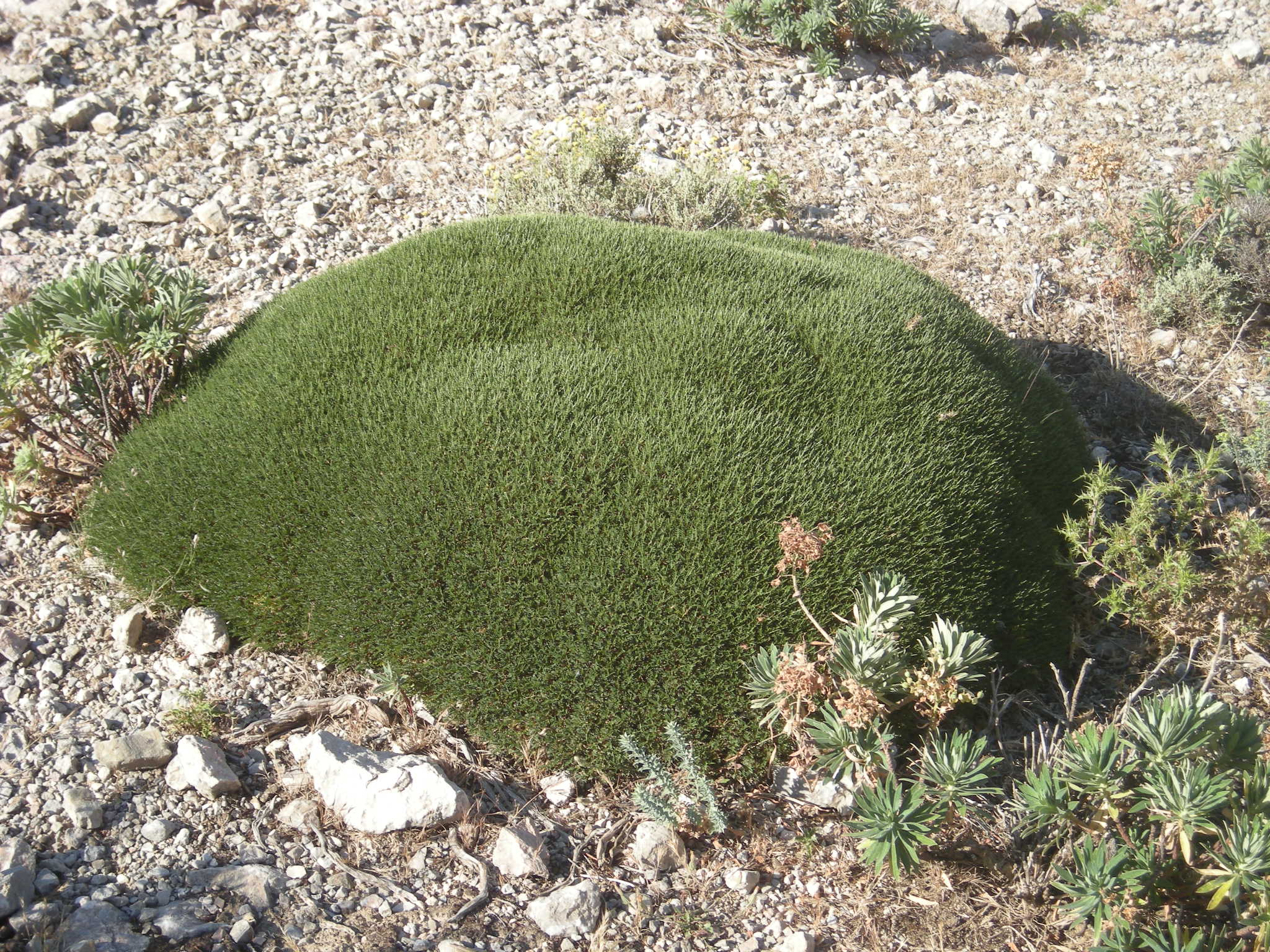
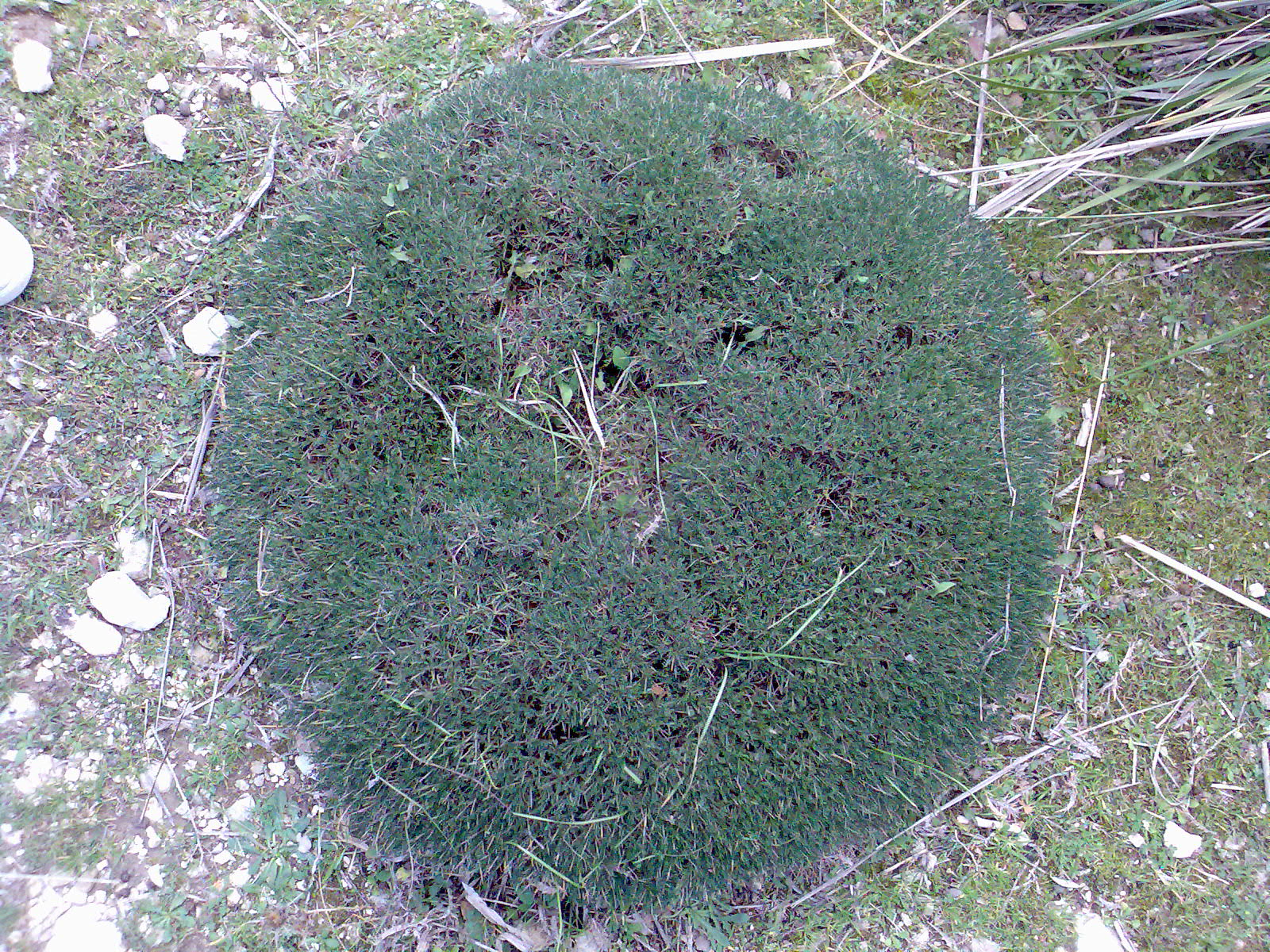